# Damián Mindlin
Damián Miguel Mindlin (La Carlota, Córdoba, 3 de enero de 1966) es un empresario argentino, reconocido por ser el vicepresidente ejecutivo de Pampa Energía, empresa que fundó en el año 2005 junto a su hermano, Marcelo Mindlin y sus otros dos socios, Gustavo Mariani y Ricardo Torres. Pampa Energía logró ubicarse como una de las compañías más importantes del sector energético argentino, tanto en la generación, distribución y transporte de energía eléctrica como en el transporte y producción de gas natural.
Desde marzo de 2017 se desempeña como Presidente y CEO de SACDE S.A., Presidente de Grupo Orígenes y asesor de la Bolsa de Comercio de Buenos Aires (BCBS). Además, Mindlin es director y miembro consultivo del Congreso Judío Latinoamericano y es vicepresidente de la Fundación Tzedaká, institución de caridad de la Comunidad Judía en Argentina.

## Primeros años y estudios
Damián Mindlin nació en La Carlota, provincia de Córdoba, el 3 de enero de 1966. Luego se mudó a Buenos Aires, donde realizó sus estudios secundarios en el Colegio Nacional Doctor Carlos Saavedra de Lamas, de la localidad de Martínez. Luego, ingresó a la Universidad de Belgrano, donde obtuvo el título de Administrador de Sistemas.[cita requerida]

## Carrera

### Década de 1990
En el año 1990, Mindlin ingresa al Grupo IRSA como Portfolio Manager y participa de la fundación de Grupo Dolphin (hoy Grupo Emes).

### Década del 2000
En el año 2003, junto a sus socios Gustavo Mariani, Marcelo Mindlin y Ricardo Torres, dejaron el grupo IRSA para enfocarse en el Grupo Emes (ex Grupo Dolphin). Este grupo se concentró, entre otras cosas, en la adquisición de activos dentro del sector energético argentino, entre los que se encuentran la adquisición del co-control de Transener, el control de Edenor, y algunas centrales de generación como la Central Térmica Güemes, las Hidroeléctricas Nihuiles y Diamante y la Central Térmica Piedrabuena, que unos años más tarde confluyen en la formación de Pampa Energía S.A.
En noviembre de 2005, junto a sus socios, Damián Mindlin participó de la compra de una empresa que cotizaba en la Bolsa de Buenos Aires desde hacía varias décadas, pero sin actividad, Frigorífico Pampa. Decidieron renombrarla Pampa Holding y unificar los diferentes negocios del área energética. En 2008 pasó a conocerse como Pampa Energía, nombre que aún en la actualidad conserva. En el año 2009, Pampa debutó en el NYSE. Desde el momento de la creación de esta compañía, Mindlin se desempeñó como miembro del directorio. 
En 2006, junto a sus socios del Grupo EMES, funda Comunicaciones y Consumos Sociedad Anónima (CyCSA), enfocada en el desarrollo de una red de telecomunicaciones para facilitar el acceso a la conectividad de datos para las empresas de telecomunicaciones. En 2017, cuando la sociedad fue vendida a la empresa estadounidense American Towers, ésta ya aportaba a su portafolio 1.000 activos urbanos y 2.500 kilómetros de tendido de fibra óptica.
En 2009 el Grupo EMES adquiere, junto a un grupo de inversionistas, el 100% de Orígenes Seguros, una importante compañía de seguros de ahorro privado, en la que Damián Mindlin tiene el cargo de presidente.

### Década de 2010
En marzo de 2017, el Grupo EMES adquirió de forma independiente el paquete accionario de ODS, en el que se incluía IECSA, Fidus SGR, Creaurban, minera Geometales y concesiones viales. Luego de la adquisición, la constructora cambió su nombre a Sociedad Argentina de Construcción y Desarrollo Estratégico Sociedad Anónima (SACDE S.A.) y Damián Mindlin tomó el cargo de presidente.
SACDE S.A. se especializa en la gestión de proyectos EPC (Engineering, Procurement and Construction), y está orientada a la elaboración de ingeniería de detalle, gestión integral de suministros y la construcción de generación térmica, hidroeléctrica y renovable, líneas de transmisión de alta tensión y estaciones de transformación.
Entre 2018 y 2019, SACDE S.A. realizó las obras de Ingeniería, Proyecto y Construcción de dos Parques Eólicos (Pampa Energía II y Pampa Energía III), compuestos por 14 aerogeneradores, con una potencia total instalada de 53.2 MW. En 2019, la empresa inició otros dos proyectos de Energía Hidroeléctrica, la Central Termoeléctrica Barragán y Central Hidroeléctrica El Tambolar.
En 2017, los cuatro socios de Grupo Emes, volvieron al sector inmobiliario adquiriendo un terreno al Banco Santander Río en un exclusivo sector de la Ciudad de Buenos Aires (Barrio Parque, Capital Federal), con el objetivo de iniciar la construcción de viviendas de lujo.

### Actualidad
En junio de 2020, tras una inversión de 350 millones de dólares, Pampa Energía inauguró el segundo ciclo combinado en la Central Termoeléctrica Genelba, ubicada en Marcos Paz, provincia de Buenos Aires, alcanzando una potencia instalada total de 1237 MW, y transformándola en la central de ciclo combinado más grande de argentina.
En diciembre de 2020, y como parte de su plan de enfocar sus inversiones en la generación de energía y exploración y producción de gas, con foco en el desarrollo y la explotación de sus reservas de gas no convencional (shale y tight gas), Pampa Energía inició las negociaciones de venta del paquete accionario de Edenor. De cara a dicha transacción, firma un contrato con Daniel Eduardo Vila, Mauricio Filiberti, José Luis Manzano y un grupo de fondos de inversión y compañías representados por estos últimos. El cierre de la transacción se encuentra sujeto al cumplimiento de determinadas condiciones precedentes usuales para este tipo de transacciones, incluyendo entre otras, la aprobación por parte de la asamblea de accionistas de Pampa y del Ente Nacional Regulador de la Electricidad (ENRE).
En febrero de 2021 la asamblea de accionistas de Pampa Energía aprobó formalmente la venta de Edenor  y en junio de 2021 el Ente Nacional Regulador de la Electricidad (ENRE) autorizó el Dictamen Técnico sobre la venta. De esta manera se concretará lo acordado entre las partes desde diciembre del año 2020.
En enero de 2022, Pampa comenzó con la ampliación de su parque eólico Pampa Energía III, en la localidad bonaerense de Coronel Rosales con una inversión de 120 millones de dólares. Las obras sumarán 81MW y permitián que se aporte 134,2 MW de energía renovable al sistema nacional. En agosto del mismo año, llegaron al país los equipamientos para el montaje de los nuevos aerogeneradores.
En 2022 Pampa Energía se encuentra trabajando en el cierre de Ciclo Combinado en la Central Térmica Ensenada Barragán, que posee junto a YPF. Esta inversión conjunta, le permitirá ampliar la capacidad de generación de la central en un 50% y elevarla a 847MW. Esta se suma a la inauguración del segundo Ciclo Combinado de Genelba, en 2020, que contó con la participación de Alberto Fernandez.

## Filantropía
Entre los años 2013 y 2017, Damián Mindlin ofició como presidente de Tzedaká, una fundación benéfica fundada en 1991 en el seno de la comunidad judía en Argentina. Además, es director y miembro del Congreso Judío Latinoamericano.

## Premios y reconocimientos
- Latin Finance de M&A - Transaction of the year de Petrobras Argentina en 2016.[41]
- Premio Fortuna a la mejor empresa de 2016, Pampa Energía S.A.[42]